# Olga Arturowna Wiklandt
Olga Arturowna Wiklandt (russisch Ольга Артуровна Викландт; * 24.jul. / 7. Dezember 1911greg. in Moskau; † 8. Mai 1995 ebenda) war eine sowjetische bzw. russische Theater- und Film-Schauspielerin.

## Leben und Leistungen
Olga Wiklandt war die Tochter eines lettisch-stämmigen Unternehmerehepaares. Sie entwickelte als junge Frau ein Interesse für den Schauspielberuf und ließ sich zwischen 1932 und 1935 am Mossowjet-Theater von Jewsei Osipowitsch Ljubimow-Lanskoi und Juri Alexandrowitsch Sawadski ausbilden. Dort trat sie auch bis 1949 auf. Die zunächst auf positive Charaktere festgelegte Darstellerin erarbeitete sich alsbald den Ruf, eine der bedeutendsten Akteurinnen des Hauses zu sein. 1950 wechselte Wiklandt an das Puschkin-Theater und stand dort bis kurz vor ihrem Tod auf der Bühne. Neben der Bühnentätigkeit unterstützte sie auch junge Schauspieler beim Erlernen der beruflichen Fertigkeiten und führte zudem Regie. Unter ihrer Leitung entstanden u. a. Inszenierungen von Alexander Ostrowskis Ein besuchter Platz, die 1955 als Aufzeichnung im Kino zu sehen war, und Самодур (Samodur) nach Iwan Fjodorowitsch Gorbunow. Neben Werken russischsprachiger Autoren war sie 1976 auch in einem Stück von Hella Wuolijoki zu sehen. Ihr Wirken auf der Bühne endete unterschiedlichen Angaben zufolge entweder aufgrund eines Rollenangebotes, das sie als beleidigend empfand, oder infolge zunehmender Gedächtnisschwäche.
Wiklandts Filmlaufbahn begann 1944 mit dem Kriegsfilm Родные поля (Rodnyje polja), 1949 folgte in Счастливый рейс (Stschastliwy reis) die erste Hauptrolle. Zu den wichtigsten Projekten in ihrer Laufbahn gehörten die Komödien За двумя зайцам (Sa dwumja saizam, 1961) und Тихоня (Tichonja, 1973), außerdem trat sie in Literaturverfilmungen wie Don Quichotte (1957), Гуттаперчевый мальчик (Guttapertschewy maltschik, 1957) nach Dmitri Grigorowitschs Der Junge aus Guttapercha und Die toten Seelen (1960) in Erscheinung. Markant waren ebenfalls ihre Auftritte in diversen Märchenfilmen.
Neben Spielfilmen war Wiklandt in mehreren Bühnenaufzeichnungen zu sehen, von denen sie auch zwei selbst inszenierte. 1958 trat die dunkelhaarige Mimin als Hauptdarstellerin in dem Kurzfilm „Чудотворец“ из Бирюлёва („Tschudotworez“ is Birjuljowa) auf, 1962 und 1963 wirkte sie an der ersten und zehnten Folge der langlebigen Fernsehserie Фитиль (Fitil) mit. Wiklandt stand noch mit über 70 Jahren vor der Kamera und verkörperte im Film vorwiegend zähe, tatkräftige und unnachgiebige Personen, die dennoch Sympathie erwecken.

## Ehrungen und Andenken
Für ihre Darstellung der Stepanida Lewaschowa in Обида (Obida) von Elisar Jurjewitsch Malzew und Natalja Alexejewna Wenkstern erhielt Wiklandt 1949 den Stalinpreis II. Klasse. Sie war außerdem Trägerin der Titel Verdiente Künstlerin der RSFSR (1947) und Volkskünstlerin der RSFSR (1949) und wurde auf Festivals im In- und Ausland geehrt.
Ihr Schaffen war Thema des 96. Teils der Dokumentarfilmreihe Чтобы помнили (Tschtoby pomnili, 2003). Im Jahr 2011 wurde Wiklandts Beziehung zu ihrem zweiten Ehemann in einer Ausgabe der Sendereihe Больше, чем любовь (Bolsche, tschem ljubow) beleuchtet.

## Privates und Persönlichkeit
Wiklandt lernte am Mossowjet-Theater den Schauspieler und Regisseur Wassili Wassiljewitsch Wanin (1898–1951) kennen, mit dem sie ihre erste Ehe einging. Stellenweise wird ihr Familienname deshalb auch als „Wanina-Wiklandt“ angegeben. Danach heiratete die Darstellerin ihren Kollegen Michail Michailowitsch Naswanow (1914–1964), der zuvor schon zu ihren Bewunderern zählte. Er begleitete seine Frau auch 1950 ans Puschkin-Theater. Die Korrespondenz beider wurde später in mehreren Zeitschriften publiziert. Trotz der Scheidung wahrte Wiklandt ein gutes Verhältnis zu ihrem Exmann, nach der kriegsbedingten Evakuierung lebten sie und Naswanow aus Geldmangel sogar zeitweise mit Wanin zusammen.
Ähnlich wie ihre Rollen galt Wiklandt auch privat als Person, die hohe Ansprüche an andere wie an sich selbst stellte und Probleme offensiv behandelte. Zugleich lebte sie nach dem Tod Naswanows privat sehr zurückgezogen und pflegte fast ausschließlich zu ihrer Schwester und deren Nachkommen Kontakt. Wiklandt war eine begeisterte Näherin und fertigte auch ihre Kleidung z. T. selbst an.
Sie musste 83-jährig wegen einer Schenkelhalsfraktur ins Krankenhaus eingeliefert werden. Aus Angst, zum Pflegefall zu werden, verweigerte Wiklandt die Nahrung und starb letztlich. Ihr Grab befindet sich auf dem Nowodewitschi-Friedhof, Abschnitt 2.

## Bühnenarbeit (Auswahl)

### Mossowjet-Theater
- 1936: Wassa Schelesnowa – von Maxim Gorki
- 1941: Mirandolina – von Carlo Goldoni
- 1945: Othello – von William Shakespeare
- 1948: Обида (Obida) – von Elisar Jurjewitsch Malzew und Natalja Alexejewna Wenkstern
- 1948: Der Moskauer Charakter – von Anatoli Sofronow
- 1949: Kretschinskis Hochzeit – von Alexander Suchowo-Kobylin

### Puschkin-Theater
- 1950: Украденное счастье (Ukradennoje stschastje) – von Iwan Franko
- 1955: Ein besuchter Platz – von Alexander Ostrowski (auch Regie)
- 1961: День рождения Терезы (Den roschdenija Teresy) – von Georgi Dawidowitsch Mdiwani
- 1966: Das Leben des Menschen – von Leonid Andrejew
- 1971: Большая мама (Bolschaja mama) – von Georgi Dawidowitsch Mdiwani
- 1971: Die geplagten Ehefrauen – von Alexander Ostrowski (auch Regie)

## Filmografie (Auswahl)
- 1945: Ohne Schuld schuldig (Bes winy winowatyje)
- 1953: Sadkos Abenteuer (Sadko)
- 1957: Ein Dichter (Poet)
- 1957: Don Quichotte
- 1959: Du mußt mir vertrauen (Wanja)
- 1960: Die toten Seelen (Mjortwyje duschi)
- 1962: Umwege zum Glück (Artist is Kochanowski)
- 1967: Das Märchen vom Zaren Saltan (Skaska o zare Saltane)
- 1967: Die Schneekönigin (Sneschnaja korolewa)
- 1967: Kurze Begegnungen (Korotkije wstretschi)
- 1973: Die Zwölf Monate (Dwenadzat mesjazew)